# Panajotis Koniarakis
Panajotis Koniarakis, gr. Παναγιώτης Κονιαράκης (ur. 24 lipca 1972) – grecki zapaśnik walczący w stylu klasycznym. Brązowy medalista igrzysk śródziemnomorskich w 1993 roku.